# Berliner Konferenz Europäischer Katholiken
Die Berliner Konferenz Europäischer Katholiken, ursprünglich  Berliner Konferenz katholischer Christen aus europäischen Staaten (BK), war eine am 17./18. November 1964 in Ost-Berlin gegründete und mit Unterstützung der DDR-Regierung und Mitwirkung der DDR-Staatssicherheit arrangierte Organisation europäischer Katholiken.
Der Historiker Clemens Vollnhals ordnet sie als kommunistische Tarnorganisation ein.
Die politischen Leitlinien der Organisation wurden auf Ebene der Apparate des Zentralkomitees der SED und des Staatssekretariats für Kirchenfragen festgelegt und der gewünschte Kurs mit inoffiziellen Kräften der Staatssicherheit durchgesetzt.

## Geschichte und Struktur
Die Initiative zur Gründung ging von katholischen Funktionären der DDR-CDU aus, insbesondere Otto Hartmut Fuchs und Karl Grobbel. Vorsitzender war der Funktionär der DDR-CDU und als Inoffizieller Mitarbeiter der DDR-Staatssicherheit geführte Otto Hartmut Fuchs. Nach dessen Tod übernahm der Italiener Franco Leonori den Vorsitz in der BK.
Der internationale Fortsetzungsausschuss (IFA) bestand aus ca. 30 bis 35 Personen, Priester und Laien, aus mehr als 20 ost- und westeuropäischen Ländern. Das Präsidium des IFA setzte sich aus ca. acht Personen aus dem Osten und Westen zusammen. Den Vorsitz des Präsidiums des IFA übernahm Otto Hartmut Fuchs und nach dessen Tod (1987) Franco Leonori aus Italien und Karl Derksen OP aus den Niederlanden als Stellvertreter. Karl Derksen OP war Stellvertreter bis zum Ende des IFA der BK (1990). Er übernahm den Vorsitz des „Ökumenischen Friedensforums Europäischer Katholiken“, als die BK geschlossen wurde (1993). Nach der Bestellung von Leonori zum Präsidiumsvorsitzenden wurde Hubertus Guske zum Generalsekretär der BK bestellt. Guske war ebenfalls inoffizieller Mitarbeiter der Staatssicherheit (IMV Georg). Weiterer inoffizieller Mitarbeiter in der Leitung war Adolf Niggemeier (IM „Benno Roth“).
Der Bischof von Ivrea, Luigi Bettazzi, war bei BK-Tagungen dabei. Aus Frankreich nahm Bischof Jacques Gaillot an einigen Tagungen teil. Aus Österreich war Werner Pfeifenberger mehrere Jahre Mitglied des IFA. Aus Belgien waren Kanonikos Goor und der Generalsekretär der Christlichen Gewerkschaften wiederholt bei BK-Tagungen.

## Wirkung
Versuche der SED, mit der Berliner Konferenz Einfluss auf Katholiken zu bekommen, blieben ohne größere Resonanz, eine Breitenwirkung auf Katholiken blieb aus. Katholische Geistliche in der DDR durften sich auf Anweisung ihrer Bischöfe an der Berliner Konferenz nicht beteiligen.